# 솔로몬의 열쇠 (비디오 게임)
《솔로몬의 열쇠》(Solomon's Key)는 1986년에 테크모에서 제작한 퍼즐 아케이드 게임이다. 총 50개의 스테이지로 구성되어 있으며 열쇠를 줍고 다음 관문으로 들어가는 문으로 들어가는 방식의 게임이다. 주인공이 벽돌을 만들고 허물 수 있는 능력을 가진 아주 독특한 구조의 게임이다.

## 조작 키
방향 키 이외에도 벽돌키와 불꽃 키가 있는 2버튼 구조이다. 점프는 레버를 ↑방향으로 올리면 가능하며 앉거나 앉아서 이동하는 것도 가능하다. 벽돌키는 벽돌이 없는 곳에는 벽돌을 만들고 벽돌이 있는 곳에는 벽돌을 부순다. 벽돌 아래에서 점프를 하면 벽돌에 박치기를 시도하는데 2번 박치기를 하면 벽돌이 부서진다.

## 보너스
30,000점, 50,000점, 100,000점에 각각 보너스가 존재하며 요정 10마리를 모아도 보너스이다.

## 아이템

### 점수 아이템
- 금화
- 돈자루 - 몬스터를 죽여야 나오는 아이템으로 일정확률로 나온다.
- 황금종이학 - 숨겨진 장소에서 아주 가끔 등장하며 무려 100,000점을 획득할 수 있다.
- 각종 보석 - 일부 보석은 작은 불꽃이나 종같은 다른 아이템으로 전환이 가능하다.

### 기능 아이템
- 작은 불꽃 - 몬스터 1마리를 죽일 수 있다.
- 큰 불꽃 - 일정거리만큼 사정거리가 있으며 그 거리를 지나는 동안 닿는 모든 몬스터를 죽일 수 있다.
- 불씨 - 작은 불꽃을 큰 불꽃으로 만든다.
- 두루마리 - 최대 불꽃의 양을 상승시킨다.(최대 8개)
- 종 - 문에서 요정이 나오게 한다.
- 요정 - 종을 습득했을 때 또는 보너스 스테이지에 등장하며, 떠다니는 아이템으로 10마리를 모으면 보너스 하나가 추가된다. 불꽃으로 죽일 수도 있다.
- 파란 모래시계 - 원래 시간으로 원상복구 된다.
- 붉은 모래시계 - 원래 시간의 절반의 시간이 된다.
- 녹색 물약 - 시간의 양은 2배로 증가하지만 시간이 흐르는 속도는 엄청나게 빨라진다.
- 붉은 물약 - 수명이 짧은 몬스터들을 한번에 몰살시킨다.
- 책 - 마지막 50번째 스테이지에서만 등장하는 아이템으로 이것을 클릭하면 엔딩이 나오게 된다.

### 열쇠
- 일반열쇠 - 붉은색 또는 녹색 열쇠로서 다음 관문으로 갈 수 있다. 또한 붉은 색 열쇠는 한 번 쳐서 파란색의 특수열쇠로 변경할 수 있다.
- 특수열쇠 - 일반 열쇠 중 붉은 열쇠를 한 번 쳐서 파란 열쇠로 바꿀 수 있는데 파란 열쇠로 습득하게 되면 숨겨진 스테이지로 가게 된다.

## 몬스터
솔로몬의 열쇠에는 다양한 종류의 몬스터들이 등장한다.

### 일반몬스터
불꽃 이외에는 어떠한 방법으로도 죽일 수 없는 몬스터이며 종류에 따라서는 공중에 떠다니기도 한다.
- 진드기 - 10스테이지 이후부터 등장하며 벽돌을 통과할 수 있는 능력이 있다.
- 유령 - 가로로 움직이는 유령과 세로로 움직이는 유령의 2가지 종류가 존재하며 점토벽돌을 부술 수 있다.
- 육지해파리(가칭) - 일정한 속도로 땅을 타고 돌아다닌다. 벽돌로 가둘 수 있다.
- 마법사 - 20스테이지 이후부터 등장하며 주인공과 마찬가지로 벽돌을 만들고 부수는 능력이 있다.
- 가고일 - 가로로 움직이는 유령과 같다.
- 골렘 - 세로로 움직이는 유령과 같다.

### 고정몬스터
특정장소에 붙박이로 붙어있는 몬스터이다.
- 공룡의 머리 - 일정장소에 박혀있으면서 일정한 시간을 두고 입에서 날아가는 기탄의 형태를 가진 불을 뿜는다.

### 수명이 짧은 몬스터
몬스터출구에서 끊임없이 나오지만 일정 시간이 지나면 생을 마감한다.
- 티라노사우루스 - 입에서 불을 뿜는다.
- 해골 - 빠른 속도로 돌아다닌다.

### 추락사하는 몬스터
날지 못하는 몬스터로 특정 공간을 주기적으로 돌아다니며 발판에 해당되는 벽돌이 없어지면 추락사한다.
- 스테고사우루스 - 입에서 불을 뿜는다.
- 유령 거북이 - 보통 상태에서는 걸어다니다가 주인공을 발견하면 뛰어온다.
- 도깨비 - 입에서 불을 뿜는다. 스테고사우루스와는 달리 날아가는 기탄의 형태를 가진 불을 뿜는다.

## 구조물
- 점토벽돌 - 주인공이 만들 수 있는 벽돌과 같은 벽돌로 만들고 부수는 것이 가능하다.
- 대리석벽돌 - 주인공이 부술 수 없는 고정 구조물이다.
- 문 - 이 게임의 목적이며 주인공이 여기에 도달하면 해당 스테이지는 클리어가 된다.
- 몬스터출구 - 수명이 짧은 몬스터를 일정 간격으로 배출하는 구멍이다. 이곳에 벽돌을 만들 수 없다.
- 큰 불 - 푸른 불이며 클릭하지 않으면 뛰어넘을 수 없다. 점토벽돌 위에 있는 불은 점토벽돌을 부숴서 떨어뜨릴 수 있다.
- 작은 불 - 붉은 불이며 클릭 없이 뛰어넘을 수 있다.

## 다른 기종 이식작
- 패밀리 컴퓨터용 - 1986년 7월 30일 발매
- 세가 마스터 시스템용 - 1988년